# Zarikieta
Zarikieta es una entidad de población española del municipio de Lónguida, perteneciente a la Comunidad Foral de Navarra.

## Toponimia
En la Edad Media el topónimo era Çarequieta, y pasó a ser y escribirse Zariquieta y Zariqueta en la Edad Moderna.

## Historia
Hacia 1921, el lugar se mencionaba con un «caserío desordenado». Aparece descrito con las siguientes palabras en el segundo tomo de los dedicados a Navarra en la Geografía general del País Vasco-Navarro, obra de Julio Altadill:

Zariqueta ó Zariquieta (288), en el ángulo NE. del valle, á la orilla del riachuelo de su nombre, caserío desordenado, del que parten caminos á Rala, Aoiz, Larequi, Artanga y Sastoya; ocupa un barranco prolongado dominado por los vientos N. y S. Tiene su iglesia de San Martín, arbolado variado, canteras, pastos, regular terreno, caza mayor y menor, y ganado vacuno, lanar y cabrío.
(Altadill, 1915-1921, p. 427)

En 2022, tenía empadronado un único habitante.